# 抗磁性

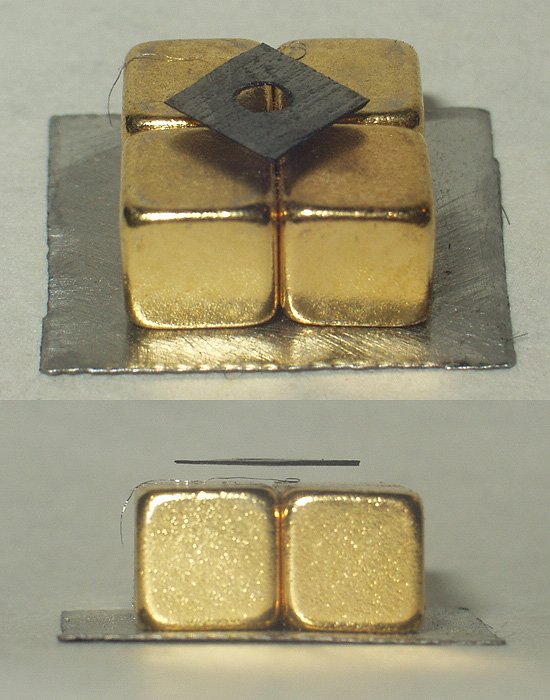
因抗磁性產生磁浮的熱解碳（pyrolytic carbon）。

抗磁性（Diamagnetism，亦作反磁性）是某些類別的物質，當處在外加磁場中，會對磁場產生微弱斥力的一種磁性現象。

## 起因
抗磁性的成因，是當物質處在外加磁場中，外加磁場使得物質電子軌道（更精確的講法：軌域）運動產生改變的連帶效應。當施加一外源磁場B時，會對運動中的電子（電荷q）產生了磁力F：F = qv × B。此力改變了電子所受的向心力，使得電子軌道運動或是加速，或是減慢。電子速度因此受到改變，而連帶改變了其與外加磁場相反方向上的軌道磁矩。
考慮兩個電子軌域：一個順時針運動，一個逆時針運動。一進入頁面方向的外加磁場會使順時針轉動電子的向心力增加，而使其自頁面出來方向上的磁矩增加。同樣的外加磁場則會使逆時針轉動電子的向心力減少，而使其進入頁面方向上的磁矩減少。兩者的改變都與進入頁面方向的外加磁場相抗衡。然而，外加磁場對於多數日常物質所感生的磁矩卻非常小，因此淨效應會是一種斥力。
所有物質都會對外加磁場作出不同程度的抗磁性反应；但是對于同時擁有其他磁性性質的材料来说（如鐵磁性和順磁性），抗磁性可以完全忽略不计。那些僅僅或者很大程度顯示抗磁性的物質被稱之為抗磁性材料或者抗磁性子。那些被認為具有抗磁性的材料通常被非物理學家作為非磁性物質看待。它們包括水，DNA，絕大多数有机化合物如石油和一些塑膠，和金属如水銀（元素），金和鉍。

## 理論解释
儘管物質抗磁性本質上是量子效應，但通過纯經典的朗之萬抗磁性理論可以獲得一致的解釋。

### 朗之萬抗磁性理论
朗之萬抗磁性理論可用于解釋閉殼層原子構成的物質的抗磁性。强度{\displaystyle B}的磁場作用在電荷量為{\displaystyle e}質量為{\displaystyle m}的電子上，電子受羅倫茲力作用將進行頻率為{\displaystyle \omega =eB/2m}的拉莫爾進動。單位時間內轉動速度為{\displaystyle \omega /2\pi }，含{\displaystyle Z}個電子的原子所產生的環狀電流為（採用國際單位制）
{\displaystyle I=-{\frac {Ze^{2}B}{4\pi m}}.}
環狀電流產生的磁矩等于電流强度與閉合環包含的面積。假定外場沿{\displaystyle z}軸方向。平均的環内面積為{\displaystyle \pi \langle \rho ^{2}\rangle }，其中{\displaystyle \langle \rho ^{2}\rangle }為電子到{\displaystyle z}軸的均方距離。可知磁矩為
{\displaystyle \mu =-{\frac {Ze^{2}B}{4m}}\langle \rho ^{2}\rangle .}
若電荷分布呈球對稱，可設{\displaystyle \langle x^{2}\rangle =\langle y^{2}\rangle =\langle z^{2}\rangle =\langle r^{2}\rangle /3}，其中{\displaystyle \langle r^{2}\rangle }為電子到核的均方距離。則{\displaystyle \langle \rho ^{2}\rangle =\langle x^{2}\rangle +\langle y^{2}\rangle =(2/3)\langle r^{2}\rangle }。
若{\displaystyle N}為單位體積原子數，抗磁性磁化率為
{\displaystyle \chi ={\frac {\mu _{0}N\mu }{B}}=-{\frac {\mu _{0}NZe^{2}}{6m}}\langle r^{2}\rangle .}

### 金屬中的抗磁性
因為金屬中含非定域電子，朗之萬理論不適用于金属。自由電子氣的抗磁性理論被稱為朗道抗磁性理論，它包含了羅倫茲力下電子軌線被曲化後形成的弱反作用場。朗道抗磁性應當與包利順磁性相區别，後者與非定域电子自旋的極化相關聯。

## 歷史
雖然早在1778年，S. J. Brugmans就發現了金屬鉍和金属銻在磁場中存在某些抗磁性現象。但是直到1845年9月，麥可‧法拉第發現在外在施加磁場中，所有天然物質擁有不同程度的抗磁性，抗磁性這個詞才正式在文獻中使用。

## 外部連結
- Videos of frogs and other diamagnets levitated in a strong magnetic field
- Video of levitating pyrolytic graphite
- Video of a piece of neodymium magnet levitating between blocks of bismuth. （页面存档备份，存于）
  - Website about this device, with images (in Finnish). （页面存档备份，存于）